# Terrorfront
Terrorfront – pierwszy pełny album polskiej blackmetalowej grupy Infernal War. Dostępna jest również wersja w formacie winylowym, limitowana do 500 sztuk, z bonusowym utworem w postaci coveru Christ Passion grupy Sodom.

## Lista utworów
1. „Introduction To Assassination” – 00:52
2. „Crushing Impure Idolatry” – 03:15
3. „Dead Head’s Empire” – 03:06
4. „Be A Slave Or Be A Lord” – 03:53
5. „Crush The Tribe Of Jesus Christ” – 04:09
6. „Terrorfront” – 04:16
7. „Salvation” – 06:02
8. „The Grand Intolerance Manifestation” – 02:26
9. „Dechristianized By Parabellum” – 03:09
10. „Triumphant Outroduction” – 01:16

## Twórcy
Źródło.
- Herr Warcrimer – wokal
- Zyklon – gitara elektryczna
- Triumphator (Vaneth) – gitara elektryczna
- Krzysztof „Godcrusher” Michalak – gitara basowa
- Paweł „Stormblast” Pietrzak – perkusja